# Jupiter peignant des papillons, Mercure et la Vertu
Jupiter peignant des papillons, Mercure et la Vertu est une peinture à l'huile sur toile (111,3 × 150 cm) du peintre italien de l'École de Ferrare Dosso Dossi, datable d'environ 1523-1524 et conservée au château du Wawel à Cracovie en Pologne.

## Description et style
L'œuvre fait partie des peintures allégoriques et ésotériques complexes qui étaient en vogue à la cour de Ferrare au début du XVIe siècle, lorsque d'illustres écrivains y étaient accueillis, dont notamment L'Arioste.
Dosso Dossi a construit une peinture avec trois personnages principaux liés par des références continues, dans une structure rappelant l'art vénitien mais plus dense, avec des symboles et des messages cachés, qui éclipsent également la beauté des personnages ou du paysage, ici réduit à un soupçon synthétique en arrière-plan d'un ciel plein de nuages.
À gauche, Jupiter, reconnaissable à l'éclair posé à ses pieds, est représenté en train de créer, c'est-à-dire alors qu'il peint des papillons sur une toile. L'animal est un symbole de la volatilité de la pensée, de même que l'arc-en-ciel qui apparaît derrière le chevalet est un emblème de l'évanescence des idées. En peignant, il sous-entend qu'au début de chaque création une idée inspiratrice est nécessaire, liée à un concept d'ordre universel. Sa robe rouge, illuminée de manière incidente, crée une forte touche de couleur, qui est liée au drapé de même couleur sur lequel Mercure, le deuxième personnage au centre, est assis. Ses attributs sont également évidents : le pétase et les souliers ailés, ainsi que le caducée doré, qui exprime son pouvoir ésotérique d'endormir et de réveiller les vivants. En tant que dieu du commerce, il est ici un intermédiaire entre le monde de l'exprimé, c'est-à-dire la peinture de Jupiter, et le non-manifesté, c'est-à-dire l'idée symbolisée par la Vertu qui se précipite par la droite. Le mercure est aussi le métal liquide qui peut prendre n'importe quelle forme, donc l'élément qui se prête le mieux à représenter des choses changeantes et insaisissables. Son geste d'invocation du silence fait allusion à l'inspiration, qui requiert un calme initiatique et qui est une condition nécessaire en prélude aux diverses formes de création, y compris artistique. 
Cette iconographie se retrouve dans les Simbolicae quaestiones d'Achille Bocchi et l’Emblemarum Liber d'André Alciat, ouvrages souvent consultés comme répertoire d'images à la Renaissance et à l'époque baroque.